# Sebacina umbrina
Sebacina umbrina är en svampart som beskrevs av D.P. Rogers 1935. Sebacina umbrina ingår i släktet Sebacina och familjen Sebacinaceae.   Inga underarter finns listade i Catalogue of Life.
I den svenska databasen Dyntaxa används istället namnet Exidiopsis umbrina för samma taxon.  Arten är reproducerande i Sverige.